# یواس‌اس ایدال (ای‌ام‌سی-۸۵)
یواس‌اس ایدال (ای‌ام‌سی-۸۵) (به انگلیسی: USS Ideal (AMc-85)) یک کشتی بود که طول آن ۹۷ فوت ۱ اینچ (۲۹٫۵۹ متر) بود. این کشتی در سال ۱۹۴۱ ساخته شد.